# Марский, Михаил Леонидович
Марский (Дорфман) Михаил Леонидович (Марк Львович или Гирш-Лейбович) (1895 — после 1946) — российский и советский шахматист 1-й категории, по профессии врач.

## Биография
Родился в еврейской семье помощника аптекаря. Обучался в Санкт-Петербургской еврейской частной мужской гимназии И. Г. Эйзенбета с 1910 до 1911. Победитель первого чемпионата по шахматам средних учебных заведений Санкт-Петербурга в 1912, являлся членом Петербургского (Петроградского) шахматного собрания. В дореволюционных турнирах (1912–1914) играл под собственной фамилией, после революции взял псевдоним Марский. В 1921 проживал в Харькове, по сообщению «Листка шахматного кружка Петрогубкоммуны» от 9 октября 1921, принял участие в турнире сильнейших шахматистов Харькова. В 1924 переехал в Екатеринослав, где в том же году был избран председателем шахматной секции. Чемпион Екатеринослава в 1924 и 1925, причём второй турнир начинался как Екатеринославский губернский турнир, но потом был объявлен чемпионатом города, по другим данным, в нём занял 2-е место после А. Похвиснева. В Екатеринославе часто проводил лекции и давал сеансы одновременной игры, участвовал в организации шахматных кружков, показательных выступлениях «Живые шахматы». В 1926 победил в чемпионате Украинской ССР, что явилось наивысшим успехом в его шахматной карьере. В 1928 переехал во Владивосток, в 1929 вернулся в Ленинград. Участвовал в первенстве ленинградского отдела профсоюза советских торговых служащих (победил П. А. Романовского), матче металлистов Москвы и Ленинграда, соревнованиях ленинградских металлистов (в 1931 в одном из таких турниров победил мастера Я. С. Вильнера). В первой половине 1930-х переехал в Москву. Участвовал в первенствах Москвы в 1936 (6½ из 17, +3 −7 =7, 14 место), 1938 (4½ из 17, +2 −10 =5, 15—16 места), 1939 (8 из 13, +6 −3 =4, 6—7 места; победил В. Н. Панова и И. А. Кана). 5 сентября 1940, во время XII чемпионата СССР он дал сеанс одновременной игры для посетителей в вестибюле Московской консерватории. Играл матч с контролем времени против гроссмейстера П. П. Кереса 5 февраля 1941 в Центральном доме журналиста, который завершился со счётом 3:5 в пользу последнего, при этом одну из партий М. Л. Марский выиграл. Состав соперников был весьма силён, играли также Е. А. Загорянский, М. А. Бонч-Осмоловский, Ю. Л. Авербах, В. Г. Тарасов, М. П. Камышов и другие. По состоянию на 1 апреля 1946 был включён в список кандидатов в мастера СССР, опубликованный в журнале «Шахматы в СССР».

## Спортивные результаты
| Год  | Город  | Соревнование                 | + | − | = | Результат | Место |
| ---- | ------ | ---------------------------- | - | - | - | --------- | ----- |
| 1926 | Одесса | 3-й чемпионат Украинской ССР | 6 | 1 | 4 | 8 из 11   | 1—2   |